# Escola Oficial del Cos d'Enginyers de Camins
Al segle xviii es gesta la idea de crear un cos de funcionaris per construir i mantenir la xarxa de camins existent en aquella època. A 1785, José Moñino y Redondo, comte de Floridablanca, com a secretari d'Estat i superintendent de Correus, crea la Direcció General de Camins.
La Inspecció General de Camins i Canals va ser fundada per Agustín de Betancourt a 1799. Atesa la necessitat d'un centre on impartir els estudis que conduïssin a la capacitació laboral per a realitzar aquestes tasques, es funda en 1802 l'Escola Oficial del Cos, tenint la seva primera seu al Palacio del Buen Retiro, fins a la destrucció d'aquest el 2 de maig de 1808. La  Guerra de la Independència i les conseqüències econòmiques d'aquesta van provocar que l'Escola no tornés a obrir fins a 1820. Es van tornar a interrompre en 1823, a causa dels greus disturbis causats per l'trienni liberal.
A 1834 obre de nou l'Escola, perdurant la seva hereva, l'Escola Tècnica Superior d'Enginyers de Camins, Canals i Ports de la Universitat Politècnica de Madrid de Madrid fins als nostres dies.